# Оспедале-делла-Пьета
Оспедале-делла-Пьета (итал. Ospedale della Pietà) — Оспедале (приют) Пьеты (итал. pietà — сострадание, любовь, жалость, милосердие, от лат. pietas — набожность, благочестие) — женский монастырь, детский дом и музыкальная школа в Венеции.

## История
Как и другие венецианские Ospedali, Пьета был создан в качестве приюта для крестоносцев, неподалёку от Рива Скьявони. После прекращения крестовых походов «Оспедале делла Пьета» постепенно превратился в благотворительный приют для детей-сирот, в основном брошенных девочек.
В XVII веке все четыре действовавших Оспедале постепенно становятся площадками для исполнения духовной музыки хорами девочек. Были тщательно разработаны формальные правила подготовки хористок, которые периодически пересматривались. Многие из концертов давали для важных посетителей. Так женский монастырь и детский приют становится одновременно и музыкальной школой, которая произвела немало виртуозов (в их числе скрипачка Анна Мария даль Виолин), и, по крайней мере, двух композиторов — Анну Бон и Винченту да Понте. Успехи в музыке могли изменить жизнь девочек к лучшему. По сравнению с обычными воспитанницами, хористки пользовались большей свободой, также их ожидали щедрые подарки от поклонников, каникулы в виллах на материковой части Италии, а некоторых и выгодные браки. В этих случаях учреждение обеспечивало будущую невесту небольшим приданым. Неудивительно, что со временем в Оспедале-делла-Пьета стали отдавать незаконнорождённых дочерей венецианской знати, и даже детей, рождённых в законном браке, в расчёте на получение ими хорошего образования.
Каждая из четырёх оспедале имела свой оркестр, от тридцати до сорока музыкантов, исключительно женщин (оркестр «Ла Пьеты» насчитывал шестьдесят человек). Оркестры соревновались друг с другом, нанимая лучших музыкантов в городе и привлекая лучших мастеров музыкальных инструментов. Ремесленники-поставщики оспедале получали право именоваться liuter del loco и получали гарантированный постоянный доход, так как не только поставляли инструменты для целого оркестра, но и в дальнейшем обслуживали их.
В 1703 году преподавателем игры на скрипке был назначен композитор Антонио Вивальди, который прослужил в школе до 1715 года, и снова с 1723 до 1740, обучая девочек игре на скрипке и пению, а также был руководителем оркестра и композитором. Большая часть духовной вокальной и инструментальной музыки Вивальди была написана для исполнения в «Ла Пьета».
Консерватория «Оспедале-делла-Пьета» просуществовала приблизительно до 1830 года, в то время как три остальные полностью свернули свою музыкальную деятельность в начале XIX века.
В настоящее время здание Оспедале-делла-Пьета занимает гостинично-ресторанный комплекс Metropole. Поблизости расположен храм Санта Мария делла Пьета́, строительство которого было завершено в 1761 году, через 20 лет после смерти Антонио Вивальди. Фасад церкви был завершён только в начале XX века. В задней части строительного комплекса за церковью по-прежнему находится образовательный центр раннего детства. Большая часть этого комплекса была передана в дар Оспедале в 1720 году, что позволило ей расширить свою деятельность.

## Композиторы
Список композиторов, которые занимали должности в Оспедале-делла-Пьета:

| - Андреа Бернаскони - Бонавентура Фурланетто - Дженнаро Д’Алессандро - Франческо Гаспарини - Альвизе Грани - Антонио Гуальтьери | - Гаэтано Латилла - Антонио Мартинелли - Фульгенсо Перотти - Джованни Порта - Иоганн Розенмюллер | - Джузеппе Сарти - Джакомо Филиппо Спада - Антонио Вандини - Антонио Вивальди |